# 諾氏狹蓑鮋
諾氏狹蓑鮋，為輻鰭魚綱鮋形目鮋亞目鮋科的其中一種，為熱帶海水魚，分布於中西太平洋海域，體長可達4.2公分，棲息在底層水域，生活習性不明。